# 小行星3807
小行星3807（3807 Pagels）是一颗围绕太阳公转的小行星。1981年9月26日，布萊恩·A·史基夫、諾曼·G·托馬斯在美国亚利桑那州的可可尼诺县发现了此天体。
这颗小行星的绝对星等为129.3647595849675等。